# Здравков, Здравко
Здравко Стоянов Здравков (болг. Здравко Стоянов Здравков; родился 4 октября 1970 в Софии, Болгария) — болгарский футболист, вратарь, тренер. Участник двух чемпионатов Европы и одного чемпионата мира. В сборной Болгарии в 15 играх был капитаном команды.

## Карьера

### Клубная
На клубном уровне играл за софийский «Левски» (1989—1995), турецкий «Истанбулспор» (1997—1999 и 2000—2002), «Аданаспор» (1999—2000), за болгарские «Черно Море» (2002—2003) и «Литекс» (2003—2004), а остаток карьеры провел в турецком «Цайкур Ризеспоре» (2004—2007).
После двух сыгранных матчей на чемпионате мира (нулевой ничьей с Парагваем и минимальным поражением 0-1 от Нигерии), Здравков числился вторым лучшим вратарём чемпионата, но поражение от Испании и 6 пропущенных мячей не позволили Здравко сохранить свои позиции.
С декабря 2002 по январь 2003 Здравков был на просмотре в лондонском «Арсенале», но подписать контракт с «канонирами» ему не удалось.
Завершил карьеру в 2007 году, но в 2009, снова вернулся в футбол подписав контракт со «Славией» из Софии. Но из-за серьёзных проблем с сердцем ушёл из футбола.

### В сборной
После двух сыгранных матчей на чемпионате мира (нулевой ничьей с Парагваем и минимальным поражением 0-1 от Нигерии), Здравков числился вторым лучшим вратарём чемпионата, но поражение от Испании и 6 пропущенных мячей не позволили Здравко сохранить свои позиции.
Шесть лет спустя, после чемпионата мира 1998 года, на Евро-2004, Здравков уже имел большой опыт в международных встречах и не допускал серьёзных ошибок, но нападающие Швеции, Дании и Италии, своим мастерством не оставили ему шансов. Болгария проиграла 0-5 Швеции, 0-2 Дании и 1-2 Италии, а Здравков после турнира завершил свои выступления в сборной.
За сборную Болгарии Здравков выходил на поле 70 раз, был основным голкипером национальной команды на чемпионате мира 1998 года во Франции и на европейском первенстве 2004 в Португалии.